# Дьомський
Дьо́мський (рос. Дёмский, башк. Дим) — село у складі Біжбуляцького району Башкортостану, Росія. Адміністративний центр Дьомської сільської ради.
Населення — 1028 осіб (2010; 1157 в 2002).
Національний склад:
- башкири — 47 %
- росіяни — 32 %